# Mauvaise foi nocturne
Pour les articles homonymes, voir Mauvaise foi.
Singles de Fatal Bazooka
Fous ta cagoule J'aime trop ton boule
Pistes de T'as vu ?
Mc Introverti Sale Connasse
Mauvaise foi nocturne est une chanson de hip-hop humoristique sortie en 2007, second single du groupe de rap parodique français Fatal Bazooka, avec Michaël Youn et Pascal Obispo.
La chanson fait partie de l'album T'as vu ?, sorti en 2007. Il s'agit d'une parodie de la chanson Confessions nocturnes de Diam's et Vitaa.
Dans une interview à Konbini, Vitaa révéla que l'apparition d'elle et de Diam's était à l'origine prévu dans le clip. Dans le clip de Confessions nocturnes les protagonistes roulent dans un coupé Mercedes et roule jusqu'à la place de la Concorde, à la fin du clip de Mauvaise foi nocturne les 2 protagonistes arrivent également sur la place de la Concorde où un coupé Mercedes y est arrêté avec deux silhouettes de femmes à côté.

## Résumé
On sonne à la porte. Fatal Bazooka (Michaël Youn) va ouvrir et accueille chez lui son ami Vitoo (Pascal Obispo). Vitoo est nerveux car sa petite amie le soupçonne — sans raison — de la tromper. De colère, Fatal en jette son chihuahua contre le mur puis invite Vitoo à sortir en ville, pour aller faire la fête et se changer les idées.
Arrivés à sa voiture (qu'il a empruntée à sa mère), Fatal découvre avec stupeur que la petite amie de Vitoo l'a vandalisée, ayant inscrit « Vitoo m'a tromper » (sic) à la bombe et déféquant sur la banquette, prenant par erreur la voiture de Fatal pour celle de Vitoo. En colère, Fatal décide d'aller la voir chez elle pour s'expliquer et se faire rembourser.
Quand les deux amis arrivent chez la petite amie de Vitoo, ce dernier tente de convaincre sa petite amie de son innocence mais celle-ci se moque de son alibi (Vitoo expliquant qu'il sortait sa chienne, mais sa petite amie lui rétorquant que celle-ci est morte depuis trois ans). Fatal s'interpose, lui fait des reproches puis la pousse, cette dernière l’attaque alors à coups de gifles et d’un coup de pied. Les deux amis, pris de panique, s’enfuient.
Vitoo, dépressif, décrit ensuite à Fatal les humiliations que son amie lui fait subir et se demande pourquoi il est toujours avec elle. Fatal tente de le tranquilliser en lui affirmant que lui, Fatal, maintenant en couple stable, n'a plus de soucis à se faire et qu'il devrait suivre son exemple. Pour vérifier ses dires, Vitoo prend le téléphone de Fatal mais découvre alors sur son répondeur que celui-ci est devenu l'amant de sa mère. De rage, Vitoo annonce qu’il va lui crever les yeux.
Soudainement, on sonne à la porte. Fatal, qui somnolait dans son sofa devant la télévision avec la mère de Vitoo, se réveille en sursaut de son rêve. Il demande qui est là, puis entends Vitoo lui dire la même phrase qu'au début de son rêve. Fatal et la mère de Vitoo se regardent alors de manière surprise.

## Distinction
Le video-clip de la chanson a été nommé aux Victoires de la musique 2008 dans la catégorie Meilleur vidéo-clip humoristique[réf. souhaitée].

## Liste des pistes
- CD single

1. Mauvaise Foi nocturne (la réponse) — 6:07
2. Fous ta cagoule (live Chambery 07) par Fatal Bazooka — 4:24

- CD maxi

1. Mauvaise Foi nocturne (la réponse) (full version) — 3:53
2. Fous ta cagoule (live Chambery 07) par Fatal Bazooka — 3:46
3. Mauvaise Foi nocturne (la réponse) (clip vidéo)

- Téléchargement en ligne

1. Mauvaise Foi nocturne (la réponse) — 3:53
2. Ce matin va être une pure soirée

## Classements et certifications
| Classement (2007/08)              | Meilleure position |
| --------------------------------- | ------------------ |
| France Digital Chart              | 1                  |
| France SNEP Singles Chart         | 1                  |
| Belgique (Wallonie) Singles Chart | 1                  |
| Eurochart Hot 100                 | 5                  |
| Suisse Singles Chart              | 15                 |

| Classement de fin d'année (2007)  | Position |
| --------------------------------- | -------- |
| France Singles Chart              | 6        |
| Belgique (Wallonie) Singles Chart | 6        |
| France Digital Chart              | 41       |

### Certifications
| Pays     | Certification | Date          | Ventes certifiées | Ventes physiques | Ventes numériques |
| -------- | ------------- | ------------- | ----------------- | ---------------- | ----------------- |
| France   | Or            | 19 avril 2007 | 200 000           | 135 400          | 16 930            |
| Belgique | Or            | 19 mai 2007   | 20 000            |                  |                   |

### Articles Connexes
- Fatal Bazooka
- T'as vu ?
- Fous ta cagoule